# Sony Corporation
Sony Corporation (яп. ソニー・株式会社 Сони: кабусики-гайся) — подразделение Sony Group Corporation, занимающееся производством электроники, а также исследованиями и разработками (НИОКР), планированием, проектированием, производством и маркетингом электронных товаров. Sony Global Manufacturing & Operations Corporation является дочерней компанией, находящейся в полной собственности Sony Corporation и отвечает за управление производственными операциями как в Японии, так и за рубежом.

## История
1 апреля 2021 года Sony Corporation была переименована в Sony Group Corporation. В тот же день Sony Mobile, Sony Electronics Corporation, Sony Imaging Products & Solutions и Sony Home Entertainment & Sound Products были объединены в одну компанию под названием Sony Corporation.